# Leo Kerstges
Leo Kerstges (Maastricht, 17 juli 1949) is een voormalig Nederlands voetballer die het grootste deel van zijn profloopbaan speelde voor MVV. Hij sloot zijn carrière af bij de Belgische clubs KSC Hasselt en Hedra Herderen. 

## Loopbaan

### Beginjaren
Hij begon als jeugdspeler bij MVV in zijn woonplaats Maastricht. Tussendoor speelde hij een seizoen bij WVV '28 om in de B-jeugd terug te keren bij MVV.
Hij maakte als 19-jarige zijn debuut in het eerste elftal op 22 september 1968. Als invaller in de uitwedstrijd tegen AZ '67. Hij kwam in zijn eerste seizoen 1968/69 zeven keer in actie voor MVV. Daarna moest hij bijna twee jaar wachten voordat hij weer een kans kreeg. Hij voetbalde in die periode in het tweede team (B-elftal) en vervulde zijn militaire dienstplicht. In mei 1971, in de laatste vier duels van de competitie, keerde hij terug in de Maastrichtse hoofdmacht.

### Doorbraak
Op 23-jarige leeftijd verwierf hij een basisplaats, in het seizoen 1972/73. Hij was op allerlei posities inzetbaar, maar speelde het vaakst op het middenveld. Hij stond bekend als een karaktervoetballer met een groot loopvermogen.
Onder trainer Leo Canjels ontwikkelde hij zich vanaf 1973 als een belangrijke schakel in het elftal. In 1975 stond hij in de belangstelling van Ajax. Een paar weken later tekende hij bij MVV voor drie jaar bij. Hij bleef semiprof en combineerde het voetbal met zijn baan bij het toenmalige Gemeenschappelijk Administratiekantoor, het huidige UWV.

### Einde contract
In 1976 degradeerde MVV uit de Eredivisie om twee jaar later terug te keren op het hoogste niveau. In 1980 werd zijn contract niet meer verlengd. Na achttien jaar kwam een einde aan zijn MVV-periode waarin hij 255 competitieduels voor het eerste elftal uitkwam.

### Naar België
Hij vertrok naar KSC Hasselt dat speelde op het tweede niveau in België. Trainer Josef Masopust gaf de 31-jarige Kerstges als aanvoerder en centrale middenvelder een belangrijke rol in het elftal. KSC Hasselt promoveerde naar de hoogste klasse maar viel na een jaar weer terug naar de Tweede klasse. Kerstges vertrok en speelde nog een seizoen bij Hedra Herderen in de Belgische Vierde klasse.

### Trainer amateurs
Een jaar nadat hij gestopt was als voetballer werd hij in 1984 trainer bij amateurclub VV Bunde. In zijn eerste seizoen werd de club kampioen in de vierde klasse.
Kerstges moest na twee jaar vertrekken omdat hij niet over het vereiste trainersdiploma beschikte voor een derdeklasser. Hij was daarna nog als trainer actief bij enkele andere amateurverenigingen uit Maastricht en omgeving. 

### Statistieken
| Seizoen | Club           | Land      | Competitie     | Duels | Goals |
| ------- | -------------- | --------- | -------------- | ----- | ----- |
| 1968/69 | MVV            | Nederland | Eredivisie     | 7     | 0     |
| 1969/70 | MVV            | Nederland | Eredivisie     | 0     | 0     |
| 1970/71 | MVV            | Nederland | Eredivisie     | 4     | 0     |
| 1971/72 | MVV            | Nederland | Eredivisie     | 10    | 0     |
| 1972/73 | MVV            | Nederland | Eredivisie     | 27    | 1     |
| 1973/74 | MVV            | Nederland | Eredivisie     | 32    | 4     |
| 1974/75 | MVV            | Nederland | Eredivisie     | 33    | 6     |
| 1975/76 | MVV            | Nederland | Eredivisie     | 32    | 0     |
| 1976/77 | MVV            | Nederland | Eerste divisie | 27    | 8     |
| 1977/78 | MVV            | Nederland | Eerste divisie | 33    | 1     |
| 1978/79 | MVV            | Nederland | Eredivisie     | 26    | 1     |
| 1979/80 | MVV            | Nederland | Eredivisie     | 24    | 1     |
| 1980/81 | KSC Hasselt    | België    | Tweede klasse  | ?     | ?     |
| 1981/82 | KSC Hasselt    | België    | Eerste klasse  | ?     | ?     |
| 1982/83 | Hedra Herderen | België    | Vierde klasse  | ?     | ?     |
| Totaal  | Totaal         | Totaal    | Totaal         | 255   | 22    |